# Hakkebøf

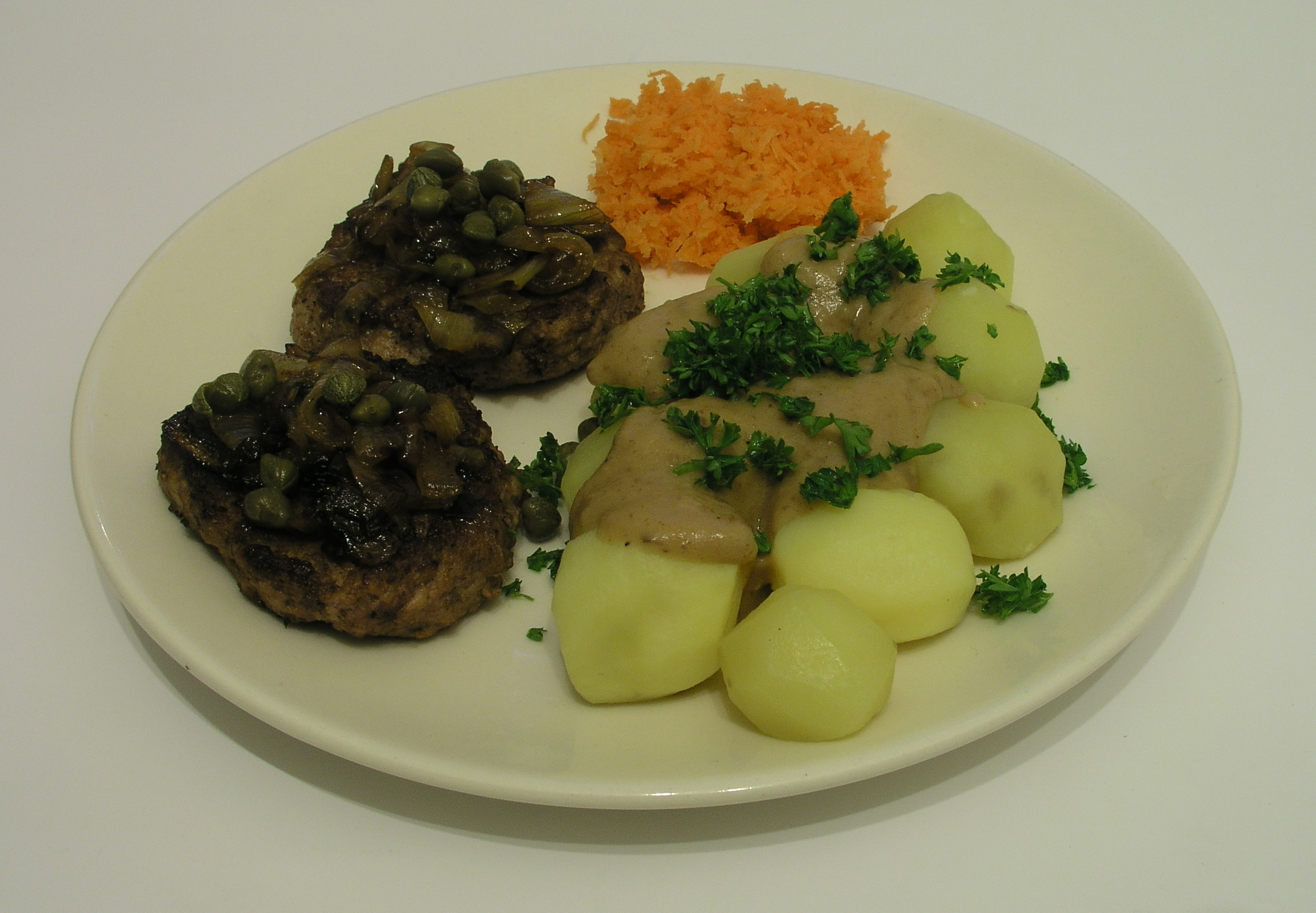

Hakkebøf är en rätt som ingår i det traditionella danska köket. Hakkebøffen är rund till formen och består av hackat oxkött, kryddad med salt och peppar som bryns i en stekpanna. Den äts ofta med stekt lök, potatis och brunsås. Andra tillbehör kan vara surt og sødt (inlagd gurka, inlagda rödbetor, rödkål eller liknande), eller en klick lingonsylt.
Hakkebøf var en av Danmarks 10 vanligaste vardagsrätter 2015.
Liknande rätter är Biff à la Lindström och pannbiff, som ingår i det svenska köket.